# Skoronice
Skoronice (německy Kunewald) jsou obec v okrese Hodonín v Jihomoravském kraji. Leží čtyři kilometry jihovýchodně od Kyjova. Severozápadní částí obce protéká potok Hruškovice. Žije zde 495 obyvatel. Od roku 2002 je členem Mikroregionu Nový Dvůr.

## Historie
První písemná zmínka o obci pochází z roku 1322. V roce 1599 ves vyhořela. Během třicetileté války byla obec v říjnu 1623 zničena a vylidněna. V roce 1653 povolal majitel milotického panství Gabriel Serényi 27 německých rodin z Kunvaldu (dnes Kunín) na Novojičínsku. Po několik generací se zde udržovala německy mluvící enkláva na Slovácku. Noví osadníci po tři roky nemuseli platit daně a deset let měli úlevu na robotě. V roce 1905 byla postavena škola a roku 1958 obecní dům. Do roku 1958 patřila obec do milotické farnosti, poté do vlkošské farnosti.

## Obyvatelstvo
Při sčítání lidu v roce 2001 se 82,2 % obyvatel přihlásilo k české národnosti a 17,4 % k moravské. 64,4 % se hlásilo k Římskokatolické církvi, 19,3 % bylo bez vyznání a 13,7 % obyvatel vyznání neuvedlo. Průměrný věk byl 35,4 let.
| Rok            | 1869 | 1880 | 1890 | 1900 | 1910 | 1921 | 1930 | 1950 | 1961 | 1970 | 1980 | 1991 | 2001 | 2011 | 2021 |
| -------------- | ---- | ---- | ---- | ---- | ---- | ---- | ---- | ---- | ---- | ---- | ---- | ---- | ---- | ---- | ---- |
| Počet obyvatel | 418  | 418  | 411  | 438  | 489  | 481  | 441  | 501  | 513  | 505  | 495  | 502  | 539  | 535  | 483  |
| Počet domů     | 85   | 87   | 90   | 92   | 96   | 98   | 109  | 116  | 119  | 123  | 136  | 163  | 167  | 169  | 172  |

## Obecní správa

### Obecní symboly
Znak a vlajka byly obci uděleny rozhodnutím předsedy Poslanecké sněmovny Parlamentu České republiky dne 11. května 2006. Z roku 1677 pochází obecní pečeť. Podle ní byl v roce 2006 schválen obecní znak s černou orlici na stříbrném štítě, kterou doplňuje zlatě korunovaný had atribut milotického rodu Serényiů, zakladatelů nově obce.

## Samospráva
Zastupitelstvo obce má 7 členů. Voleb do zastupitelstva v říjnu 2010 se účastnilo 290 (tj. 66,97 %) voličů. Ve volbách zvítězilo místní uskupení Sdružení nezávislých kandidátů, které získalo 34,37 % hlasů a 2 mandáty v zastupitelstvu, dále Aktivní Skoronice (25,55 %, 2 mandáty), KDU-ČSL (24,82 %, 2 mandáty) a Nezávislí pro Skoronice (15,27 %, 1 mandát). Starostou byl zvolen Jan Grombíř (Aktivní Skoronice) a místostarostou Marek Vašíček (KDU-ČSL). Na ustavujícím zasedání obecního zastupitelstva v listopadu 2014 byla starostkou zvolena Ing. Marie Půčková (KDU-ČSL). Po komunálních volbách v roce 2018 se starostou stal František Bíla (Sdružení nezávislých kandidátů SKORONICE 2018). Po komunálních volbách v roce 2022 se starostou stal Mgr. Lukáš Plachý DiS. (KDU-ČSL), místostarostou byl pak zvolen Petr Holcman (KDU-ČSL). Zajímavostí také je, že o komunální politiku vzrostl zájem u mladých občanů Skoronic což dokládá posunutí čtyřiadvacetiletého Bc. Josefa Novotného z posledního místa kandidátky až na celkové 2. místo v komunálních volbách.
Obec náleží do senátního obvodu č. 79 – Hodonín. Do roku 1960 patřila do okresu Kyjov.

## Doprava
Skoronicemi vede autobusová linka č. 728664 z Kyjova do Hodonína. Obcí prochází silnice III/4255 mezi Vlkošem a Miloticemi. Od roku 2010 spojuje obec s Kyjovem cyklostezka.

## Zájmové sdružení a spolky
- Vinařský spolek Skoronice, o. s.
- Sbor dobrovolných hasičů
- Český zahrádkářský svaz
- Rybáři Skoronice, o. s.
- Skautský oddíl eLkO

## Pamětihodnosti
- Kostel svatého Floriána navrhl stavitel Gustav Sonnevend z Kyjova a postavil zednický mistr Václav Paterna v roce 1886. Věž je vysoká 24,5 metrů. Oltářní obraz sv. Floriána. Zdejší křtitelnice je momentálně (2013) umístěna ve vlkošském kostele Nanebevzetí Panny Marie. Na kůru jsou od roku 1963 varhany s osmi rejstříky od firmy Josef Hauke z Uherského Hradiště. Byly převzaty z kostela Navštívení Panny Marie v Mistříně. Starší malé varhany od firmy Blažej Žuja z Uherského Brodu byly tehdy odstraněny. Obrazy křížové cesty malované na plátně jsou kopií obrazů Josefa Führicha v tzv. nazarénském stylu. Je zde pozdněgotická dřevořezba skoronské Panny Marie z 15. století. Další sochy jsou nové a bez větší umělecké či historické hodnoty – Božské Srdce Páně, Srdce Panny Marie, sv. Josef, sv. Alois, sv. František a sv. Terezie od Ježíše.[12]
- Venkovská usedlost č. 29 – národopisné muzeum Slovácká jizba v nejstarším domě v obci z roku 1903, rekonstruovaném roku 1998. Ukazuje venkovské bydlení na Slovácku v 19. století.
- Tradiční Jízda králů při příležitostech v obci či na Slovácký rok v Kyjově.[13][14]
- Vinařská kolonie Vinohrádky – asi 50 vinařských búd v západní části obce[15]

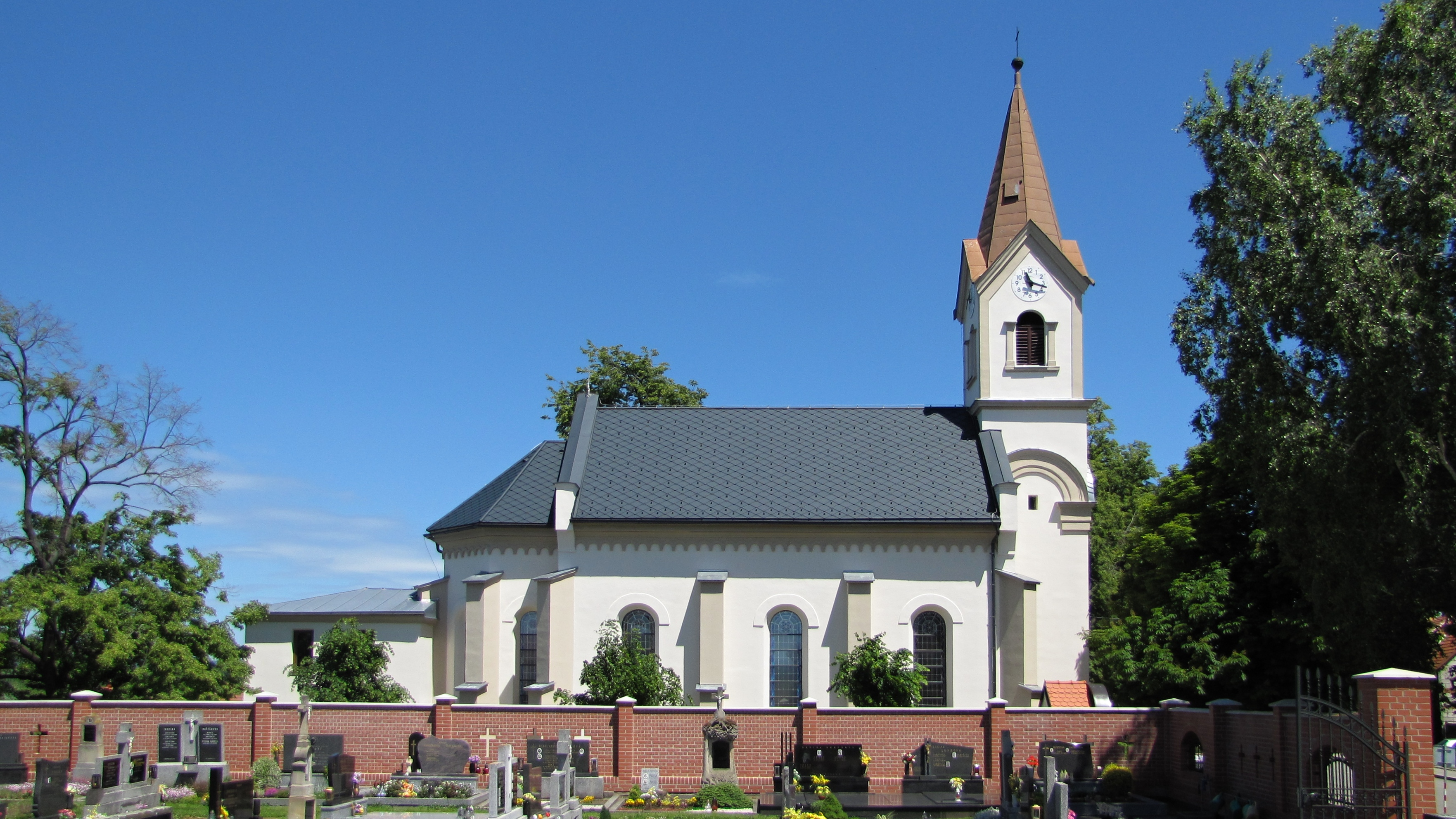
Kostel sv. Floriána
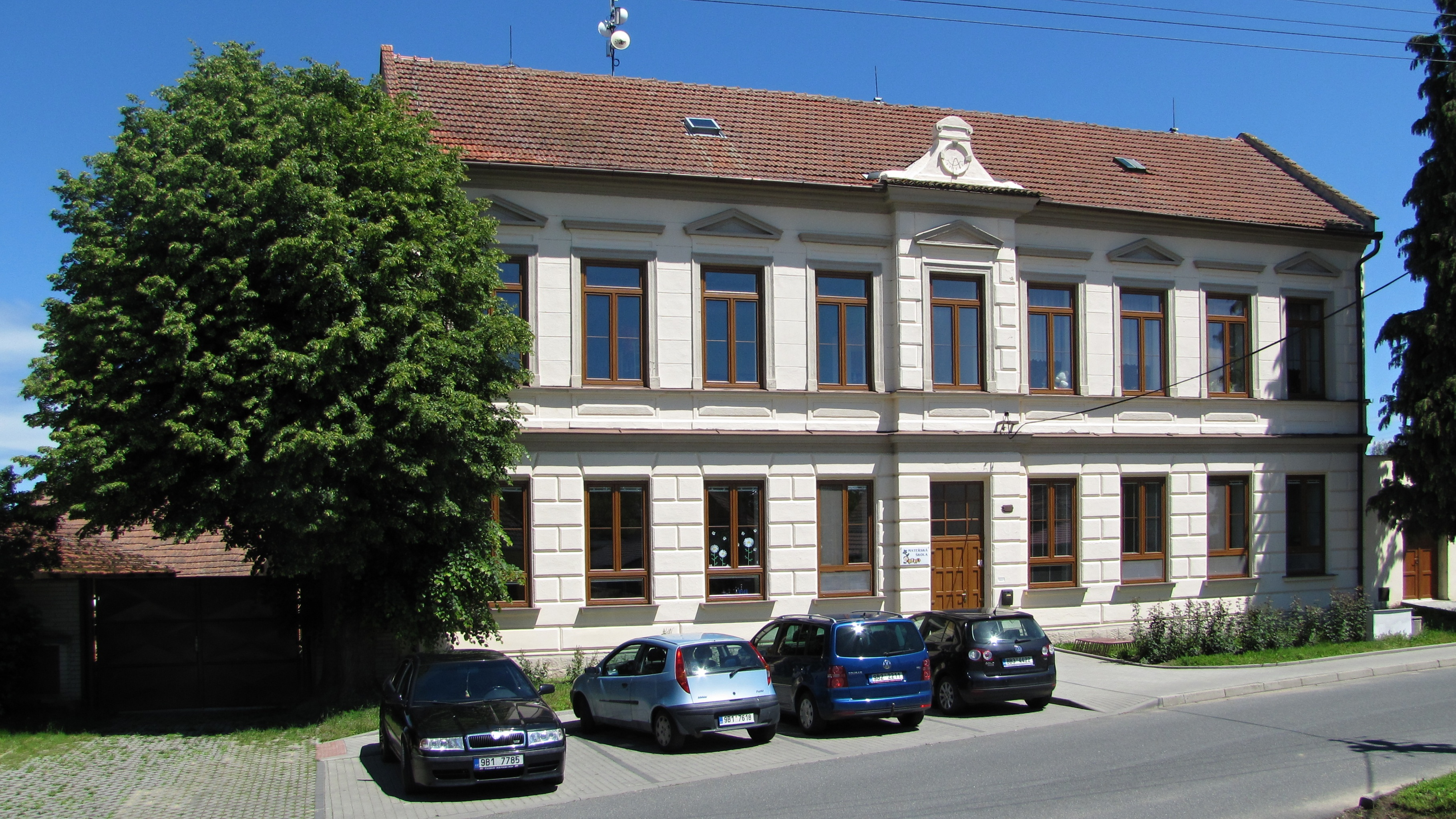
Bývala škola z roku 1905
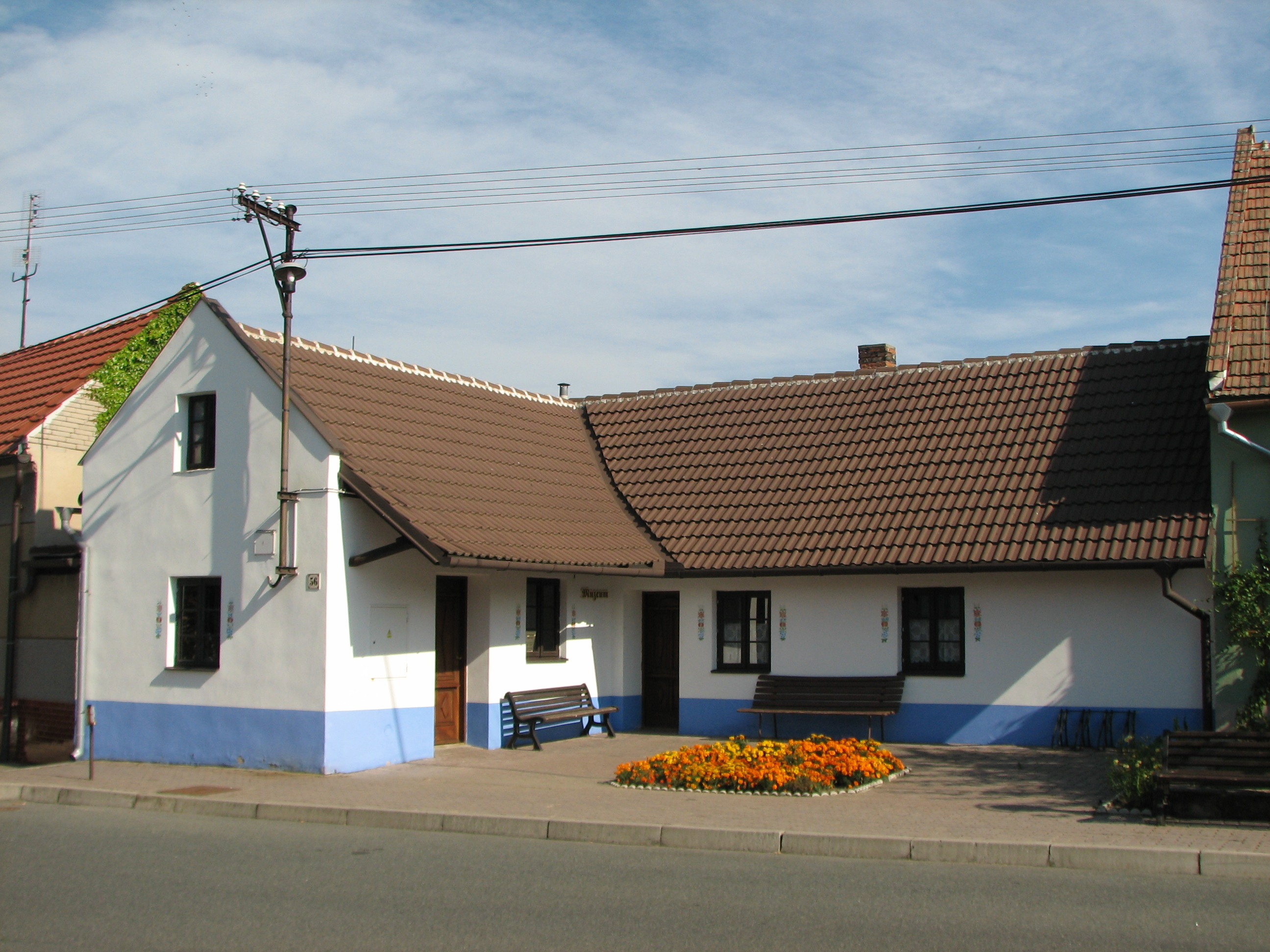
Obecní muzeum
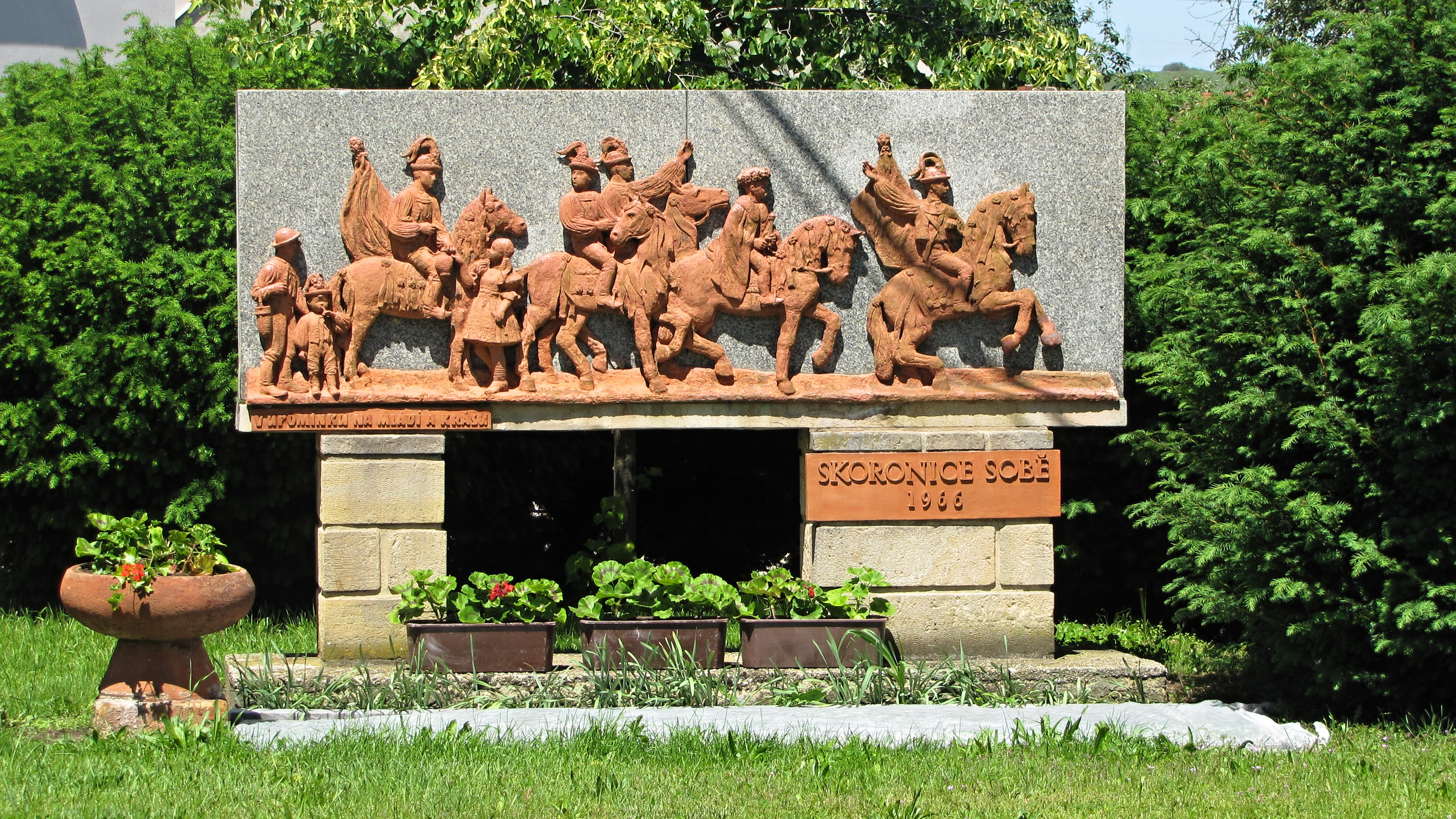
Plastika Jízda králů
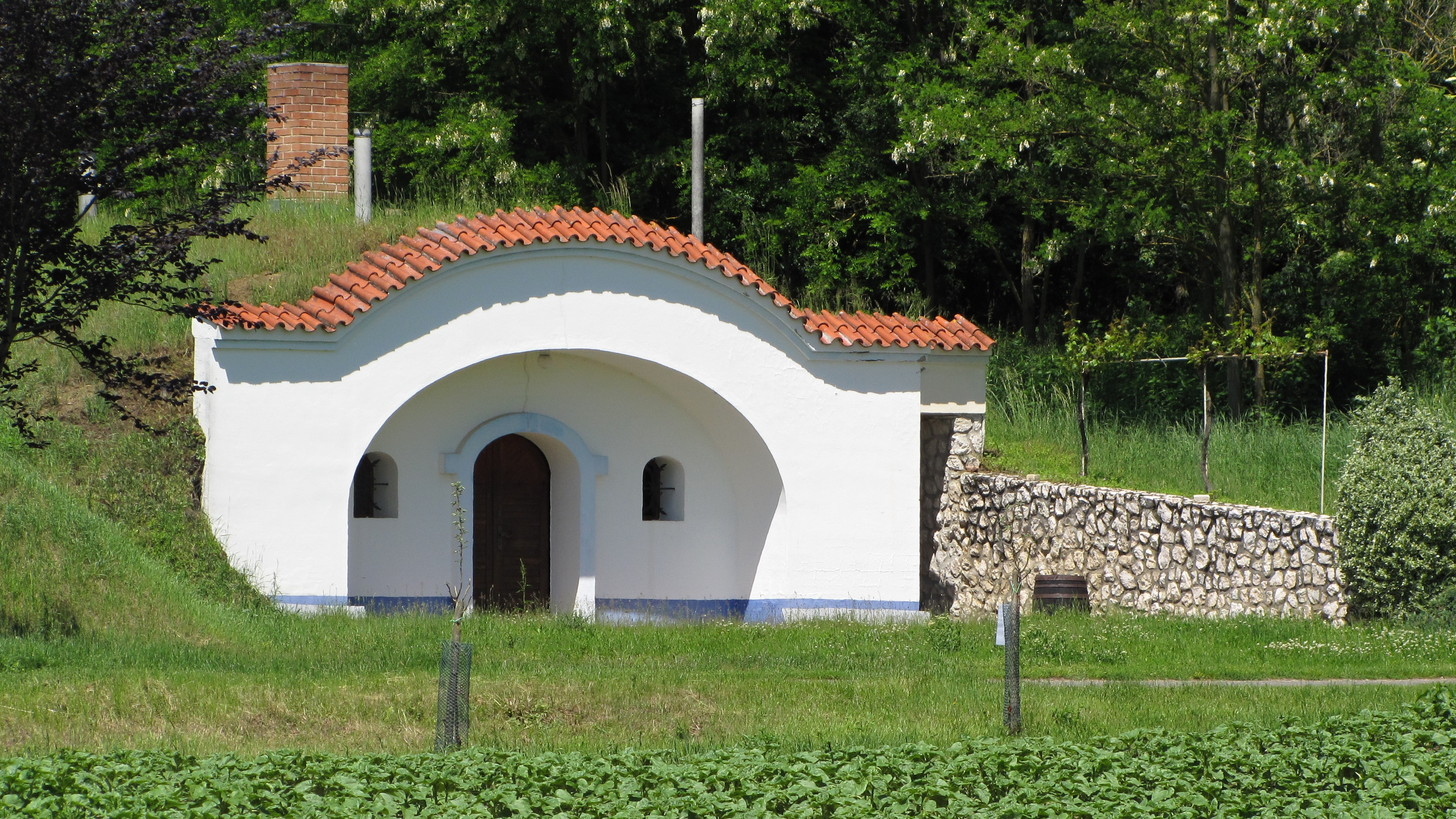
Vinný sklep